# Macaranga myriolepida
Macaranga myriolepida är en törelväxtart som beskrevs av John Gilbert Baker. Macaranga myriolepida ingår i släktet Macaranga och familjen törelväxter. Inga underarter finns listade i Catalogue of Life.